# Вукослав Влатковић Хрватинић
Вукослав Влатковић Хрватинић (умро после 1357. године) је био припадник породице Хрватинића, син Влатка Вукославића.

## Биографија
Вукослав је био син Влатка Вукославића, кнеза Кључа из породице Хрватинића. Деда му је био Вукослав Хрватинић, син Хрватина, родоначелника породице Хрватинић. Вукослав Влатковић је имао двојицу браће: Гргура и Николу. У историјским изворима Вукослав се помиње само 1357. године у повељи коју је босански бан Твртко издао његовом оцу. Почетком 1357. године долази до захлађења односа између босанског бана и угарског краља. Поједини Хрватинићи прилазе Лајошу, али је Влатко остао веран бану Твртку. Бан му је исте године издао исправу којом му је зајамчио да неће претрпети никакву казну због невере братића Гргура Павловића. За узврат, Влатко је Твртку дуговао војничку службу. Влатко је, међутим, прешао на Лајошеву страну приликом угарског напада на Босну 1363. године. Влатко се повлачи у Угарску где је као надокнаду од Лајоша добио поједине територије у Угарској на управу. Вукослав се не помиње у изворима након очевог пребега.

## Потомство
Вукослав је имао двојицу синова:
- Гргура (умро после 1378), тражио је од Лајоша I потврду повеље коју је угарски краљ издао његовом оцу 1366. године.
- Николу (умро после 1416), управљао градом Весела Стража. Загребачки Каптол му је 1416. године потврдио повељу загребачког Каптола из 1382. године. Никола је имао сина Миховила чијом је смрћу изумрла Влаткова грана породице Хрватинић[1].

### Породично стабло
|  |                              |  |  |  |  |  |  |  |  |  |  |  |  |  |  |  |
|  | Стјепан (кнез Доњих Краја)   |  |  |  |  |  |  |  |  |  |  |  |  |  |  |  |
|  |                              |  |  |  |  |  |  |  |  |  |  |  |  |  |  |  |
|  |                              |  |  |  |  |  |  |  |  |  |  |  |  |  |  |  |
|  | Хрватин Стјепанић            |  |  |  |  |  |  |  |  |  |  |  |  |  |  |  |
|  |                              |  |  |  |  |  |  |  |  |  |  |  |  |  |  |  |
|  |                              |  |  |  |  |  |  |  |  |  |  |  |  |  |  |  |
|  | Вукослав Хрватинић           |  |  |  |  |  |  |  |  |  |  |  |  |  |  |  |
|  |                              |  |  |  |  |  |  |  |  |  |  |  |  |  |  |  |
|  |                              |  |  |  |  |  |  |  |  |  |  |  |  |  |  |  |
|  | Влатко Вукославић            |  |  |  |  |  |  |  |  |  |  |  |  |  |  |  |
|  |                              |  |  |  |  |  |  |  |  |  |  |  |  |  |  |  |
|  |                              |  |  |  |  |  |  |  |  |  |  |  |  |  |  |  |
|  | Вукослав Влатковић Хрватинић |  |  |  |  |  |  |  |  |  |  |  |  |  |  |  |
|  |                              |  |  |  |  |  |  |  |  |  |  |  |  |  |  |  |
|  |                              |  |  |  |  |  |  |  |  |  |  |  |  |  |  |  |